# Canto a Mendoza
El «Canto a Mendoza», o también conocido como la «Marcha de la Vendimia», es un himno provincial originario en la ciudad de Mendoza. Fue escrita por los hermanos Guillermo y Horacio Pelay y musicalizada por Egidio Pittaluga. La canción es parte del folklore de la Fiesta y una de sus notas distintivas y características de Mendoza.

## Historia
La idea de crear una canción distintiva a la Fiesta Nacional de la Vendimia surgió hacia el año 1910, pero se concretó muchos años más tarde. En la primera Fiesta de la Vendimia del año 1936, se realizó un concurso para elegir una canción distintiva de la celebración. Ese año se estrenó un tema con letra y música de Ernesto Fluixá, elegido en el certamen, pero que no fue aceptado.
El concurso continuó, y en el año 1938, la canción vendimial tuvo música de Felipe Boero, quien también dirigió el coro de 6.000 alumnos que la interpretó en la primera Bendición de los Frutos. La marcha de 1940 se la llamó Mendoza, tierra ubérrima, compuesta por Jaime Pahissa Jo. En 1944, la letra de los Pelay fue aceptada y ganó el certamen. La composición fue estrenada dos años más tarde, el 7 de abril de 1946. La letra de los hermanos Pelay y la música de Egidio Pittalugia sufrió una modificación en su letra original. En 1950 se creó en forma definitiva el departamento de Malargüe, por lo que la marcha debió ser modificada y grabada de nuevo para incluirlo en sus menciones. El Canto a Mendoza ha sido versionda por diversos artistas tantos originarios de Mendoza como del resto del país.

## Letra
A Luján, Las Heras, Rivadavia y Tunuyán;

A Maipú, Lavalle, Tupungato y Godoy Cruz,

San Carlos, Guaymallén, a Malargüe cantaré,
:A Junín, La Paz, San Rafael y San Martín.

Mendoza,
Tierra del sol y del buen vino...

Mendoza,

La de los andes infinitos...

Mi tierra,

La de las dulces mendocinas...

Mendoza,

La que acunó la libertad.

Un rumor de acequias va arrullando a la ciudad,

que prestó también su colorido a mi cantar.

Con General Alvear y Santa Rosa son,

Por igual, orgullo y esperanza provincial.

Mendoza... Mendoza... Mendoza...

¡¡¡Mendoza!!!
«Canto a Mendoza».

## Versiones
- En 1995 el tradicional conjunto folclórico mendocino Los Trovadores de Cuyo grabó un disco que incluyó una versión propia de la popularmente conocida marcha de la Vendimia.

- El músico Lito Vitale compuso una versión instrumental que se utilizó en el año 2001. Algunas radios la utilizan como cortina de algunas notas sobre la Vendimia.

- En el año 2006, el músico de rock Sergio Embrioni (1961 - 2011), exintegrante de Alcohol Etílico, hizo su versión rock de la marcha que en la actualidad se utiliza para dar entrada a la Fiesta Nacional de la Vendimia.[5][6]

- La soprano mendocina Fabiana Bravo interpretó su propia versión junto a la Orquesta Sinfónica de la Universidad Nacional de Cuyo.

## Nota
1. ↑  El canto a Mendoza fue instituido recién en 1945 y no se tiene en cuenta al Departamento de Malargüe, porque no fue hasta 1950 que se estableció la creación de mencionado departamento. He de ahí que la versión original de 1945 dice: "Mi canto ofrendaré..." hasta una nueva versión que incluye a este diciendo "Malargüe cantaré...